# Синтез-газ
Си́нтез-газ — газова суміш, яка містить різні кількості монооксиду вуглецю і водню, а також малу кількість діоксиду вуглецю.
Існують різні методи отримання синтез-газу. В промисловості його отримують паровою конверсією метану (або рідких вуглеводнів), парціальним окисненням метану, термохімічною переробкою відходів та біомаси, газифікацією вугілля.

## Історія
Історія знає немало прикладів, коли в силу гострої необхідності народжувались нові оригінальні підходи для вирішення давно існуючих життєво важливих проблем. Так, довоєнна Німеччина була позбавлена доступу до нафтових джерел, назрівав великий дефіцит палива, необхідного для функціонування військової техніки. Але, маючи у своєму розпорядженні великі запаси викопного вугілля, Німеччина була вимушена шукати шляхи його перетворення в рідке паливо. Ця проблема була успішно вирішена зусиллями талановитих хіміків, з яких перед усім варто згадати Франца Фішера, директора Інституту кайзера Вільгельма по вивченню вугілля.
У 1926 році була опублікована робота Ф. Фішера і Г. Тропша «Про прямий синтез нафтових вуглеводнів при звичайному тиску», в якому повідомлялось, що при відновленні воднем монооксиду вуглецю при атмосферному тиску в присутності різних каталізаторів (Fe-оксид цинку або кобальту-оксид хрому) при температурі 270 °C отримуються рідкі, і навіть тверді гомологи метану.
Так виник знаменитий синтез вуглеводнів із монооксиду вуглецю і водню, який з того часу називається синтезом Фішера — Тропша. Суміш СО і Н2 в різних співвідношеннях, названа синтез-газом, легко може бути отримана як з вугілля, так і з будь-якої іншої вуглецевмісної сировини.
Варто також відмітити, що до моменту розробки синтезу Фішера-Тропша існував інший метод отримання рідкого палива — не із синтез газу, а безпосередньо з вугілля прямою гідрогенізацією. У цій області значних успіхів добився також німецький хімік Ф. Бергіус, який в 1911 році отримав з вугілля бензин. Для справедливості, варто відмітити, що синтез Фішера-Тропша виник не на пустому місці — до того часу існували наукові передумови, які базувались на досягненнях органічної хімії і гетерогенного каталізу. Ще в 1902 році П. Сабатьє і Ж. Сандеран вперше отримали метан з СО і Н2. У 1908 році Є. Орлов відкрив, що при пропусканні монооксиду вуглецю і водню над каталізатором, який складався з Ni і Pd, нанесених на вугілля, отримується С2Н4.
Промисловість синтетичного рідкого палива досягла найбільшого підйому в роки другої світової війни. Достатньо сказати, що синтетичне паливо майже повністю покривало потреби Німеччини в авіаційному бензині. Після 1945 року в зв'язку з бурхливим розвитком нафтовидобування і падінням цін на нафту відпала необхідність синтезу рідких палив із СО і Н2. Наступив нафтохімічний бум, але в 1973 році почалась нафтова криза — нафтовидобувні країни ОПЕК (Організація країн — експортерів нафти — Organization of Petroleum Exporting Countries) різко підвищили ціни на сиру нафту, і світове співтовариство вимушене було усвідомити реальну загрозу виснаження в доступні для огляду терміни дешевих і доступних нафтових ресурсів. Енергетичний шок 1970-х років відродив інтерес науковців до використання альтернативної нафті сировині, і тут перше місце, безперечно, належить вугіллю. Світові запаси вугілля величезні, вони, по різним оцінкам, більше ніж в 50 раз перевищують нафтові ресурси, і їх може вистачити на сотні років. Не має ніяких сумнівів, що в майбутньому ключову роль не тільки і не стільки для вироблення «вугільних» палив (тут важко конкурувати з нафтовим паливом), а передовсім для різноманітного органічного синтезу. У наш час[коли?] в промисловому масштабі по методу Фішера-Тропша виробляють бензин, газойль і парафіни тільки у Південній Африці. На установках фірми «Sasol» виробляють близько 5 млн т/рік рідких вуглеводнів.

## Виробництво синтез-газу
Першим способом отримання синтез-газу була газифікація кам'яного вугілля, яка була здійснена ще в 30-ті роки XIX століття в Англії з метою отримання горючих газів: водню, метану, монооксиду вуглецю. Цей процес широко використовувався в багатьох країнах до середини 50-х років ХХ століття, а потім був витіснений методами, основаними на використанні природного газу і нафти. Але у зв'язку з зменшенням нафтових ресурсів вагомість процесу газифікації знову стала зростати.
Нині існують такі основні промислові методи отримання синтез-газу.

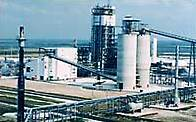
Газифікація вугілля на заводі в місті Тампа, для виробництва водню і електроенергії.

1. Газифікація вугілля. Методам газифікації підвладні будь-які тверді палива, починаючи від торфу і бурого вугілля, закінчуючи кам'яним вугіллям і антрацитом, незалежно від хімічного складу, зольності, домішок сірки, крупності, вологості. Процес оснований на взаємодії вугілля з водяною парою:
C + H2O → CO + H2
Ця реакція є ендотермічною, рівновага зрушується вправо при температурі 900–1000 °C. Розроблені технологічні процеси, які використовують паро-повітряне дуття, при якому поруч із згаданою реакцією протікає реакція згоряння вугілля, що забезпечує потрібний тепловий баланс:
C + ½О2 → CO
2. Конверсія метану. Основним методом одержання синтез-газу з природного газу є його перетворення внаслідок окиснення з водяною парою, киснем або діоксидом вуглецю.
CH4 + H2O → CO + 3 H2
CH4 + ½О2 → CO + 2 H2
CH4 + СО2 → 2CO + 2 H2
Як сировина замість метану може бути використана будь-яка вуглеводнева сировина. Каталізаторами таких процесів є Ni, нанесений на Al2O3 або MgO, при температурі 800–900 °C і тиску 2–4 МПа.
Виробництво синтез-газу з природного газу робиться за трьома головними технологіями:
- Проста парова конверсія;
- Автотермічна каталітична конверсія;
- Високомолекулярна конверсія природного газу.

3. Парціальне окиснення вуглеводнів. Процес оснований на неповному термічному окиснені вуглеводнів при температурах понад 1300 °C: CnH2n+2 + ½nО2 → nCO + (n+1)H2
Цей метод застосовують для будь-якої вуглеводневої сировини, але найбільш часто в промисловості використовують висококиплячу фракцію нафти — мазут.
Співвідношення СО:H2 істотно залежить від застосованого способу отримання синтез-газу. При газифікації вугілля і парціальному окисненні це співвідношення близьке до 1:1, а при конверсії метану співвідношення СО:H2 становить 1:3. В наш час[коли?] розроблюються проекти підземної газифікації, тобто газифікації вугілля безпосередньо в пласті. Дана ідея, була запропонована Д. І. Менделеєвим більш ніж 100 років тому. У перспективі синтез-газ будуть отримувати не тільки з вугілля, але й з інших джерел вуглецю аж до міських і сільськогосподарських відходів.
4. Термохімічне виробництво водню.

## Очищення синтез-газу
Після відділення механічних домішок і, при потребі, конденсації рідких компонентів (вода, смола) проводять стиснення та очищення отриманого синтез-газу. Очищення повинне забезпечити чистоту газопроводів, попередити корозію і виключити отруєння чутливих і дорогих каталізаторів, при наступних ступенях переробки синтез газу. У випадку спалювання газу прагнуть цілком або частково зменшити шкідливий вплив продуктів згоряння на навколишнє середовище.
Спосіб очищення залежить також від властивостей газу і методу його одержання. У випадку способів газифікації, що проходять при високих температурах, продукти термічного розкладу газифікуються настільки, що немає необхідності видаляти із синтез-газу висококиплячі вуглеводні й аміак. Якщо газифікацію проводять при низьких і середніх температурах, від газу потрібно спочатку відокремити продукти термічного розкладу вугілля.
Залежно від наступного використання синтез-газу потрібно застосовувати відповідне очищення. Вимоги до чистоти газу безперервно посилюються в зв'язку з розробкою високоактивних, але дуже чутливих до отруєння каталізаторів для наступних ступенів переробки (синтез аміаку, метанолу, вуглеводневого палива тощо).
Ці обставини зумовлюють необхідність укрупнення установок для очищення газу і застосування нових процесів очищення, особливо тих, що придатні для великої продуктивності. Синтез-газ повинен містити якнайбільше необхідних компонентів і мало інертних домішок. Забруднення, що завжди небажані — кисень, сірководень, органічні сполуки сірки, синильна кислота і оксиди азоту. Діоксид вуглецю варто видаляти якомога повніше, а якщо синтез-газ йде на виробництво аміаку — цілком.
Припустимим є тільки дуже малий вміст забруднень у синтез-газі. Наприклад, допускається вміст сірки менше 1 мг/м³, часто навіть менше 0,1 мг/м³. Для синтезу аміаку допускається газ з практично повною відсутністю кисневмісних сполук (CO2, CO, H2O).
При виробництві газів для спалювання звазвичай не потрібно настільки ретельного очищення, в першу чергу від триатомних кисневмісних газів, особливо якщо їх споживають безпосередньо на місці виробництва. Така ситуація може, наприклад, бути у випадку електростанцій з газотурбінними установками. Тоді варто виділяти з газу тільки пил і смолу, і знижувати вміст у ньому сірки настільки, щоб уникнути корозії і викидів, шкідливих для навколишнього середовища.
Див. також — Очищення синтез-газу і відділення водню.

## Використання синтез-газу
Найчастіше синтез-газ має застосування в даних напрямках:
1. Синтез метанолу:
- CO + 2 H2 → CH3ОН;

2. Синтезі аміаку (процес Габера — Боша):
- N2+3H2 → 2 NH3;

3. Оксосинтез:
- R-CH=СН2 + CO + H2 → R-СН2СН2СН=О + R-CH(CHO)-CH3 (отримують суміш н-альдегід + ізо-альдегід);

4. Отримання синтетичного рідкого палива за допомогою процесу Фішера — Тропша. Залежно від співвідношення газів (CO:H2) у сировині процес синтезу відбувається за такими
основними реакціями:
- n CO + (2n+1) H2 → CnH2n+2 + n H2O;
- 2n CO + (n+1) H2 → CnH2n+2 + n CO2;
- n CO + 2n H2 → CnH2n + n H2O;

Крім CO2 і H2O, які утворюються за основними реакціями, у результаті небажаних побічних реакцій утворюються також метан, вуглець, спирти й альдегіди. Залежно від співвідношення CO:H2 у вихідному газі, каталізатора й умов процесу утворюються продукти різного складу:
| Компонент:                      | % масових: |
| Сухий газ (С1–С2)               | 3–15       |
| Зріджений газ (С3–С4)           | 10–30      |
| Бензинова фракція (С5 — 230 °C) | 20–60      |
| Газойлева фракція (230–320 °C)  | 10–25      |
| Парафіни (320–460 °C)           | 5–20       |
| Залишок (>460 °C)               | 2–10       |
| Кисневомісні сполуки            | 2–5        |